# Ramazan Barbaros
Ramazan Barbaros (* 5. Januar 1998) ist ein türkischer Leichtathlet, der sich auf den Mittelstreckenlauf spezialisiert hat.

## Sportliche Laufbahn
Erste internationale Erfahrungen sammelte Ramazan Barbaros im Jahr 2015, als er bei den Jugendweltmeisterschaften in Cali mit 3:59,59 min im Vorlauf über 1500 m ausschied. Im Jahr darauf schied er bei den U20-Weltmeisterschaften in Bydgoszcz mit 1:52,42 min in der ersten Runde im 800-Meter-Lauf aus und auch über 1500 m scheiterte er mit 3:46,56 min in der Vorrunde. 2017 verpasste er bei den U20-Europameisterschaften in Grosseto mit 3:52,41 min den Finaleinzug und 2021 gewann er bei den Balkan-Meisterschaften in Smederevo in 3:52,52 min die Silbermedaille. Im Jahr darauf siegte er in 8:12,60 min über 3000 Meter bei den Balkan-Meisterschaften in Craiova und belegte dort in 3:45,25 min den fünften Platz über 1500 Meter. Anschließend gelangte er bei den Mittelmeerspielen in Oran mit 3:53,55 min auf Rang 13 über 1500 Meter und konnte sein Rennen über 5000 Meter nicht beenden.
2021 wurde Barbaros türkischer Meister im 1500-Meter-Lauf und 2016 wurde er Hallenmeister über 3000 m.

## Persönliche Bestleistungen
- 800 Meter: 1:49,07 min, 11. Juni 2016 in Mersin
  - 800 Meter (Halle): 1:53,63 min, 15. Februar 2015 in Istanbul
- 1500 Meter: 3:39,18 min, 22. Mai 2021 in Bursa
  - 1500 Meter (Halle): 3:45,29 min, 30. Januar 2021 in Wien
- 3000 Meter: 8:03,85 min, 29. Mai 2022 in Bursa
  - 3000 Meter (Halle): 8:08,5 min, 17. Januar 2021 in Istanbul